# Typha caspica
Typha caspica är en kaveldunsväxtart som beskrevs av Evgeniia Georgievna Pobedimova. Typha caspica ingår i släktet kaveldun, och familjen kaveldunsväxter. Inga underarter finns listade i Catalogue of Life.